# Батлер, Артур, 6-й маркиз Ормонд
Джеймс Артур Норман Батлер (англ. Arthur Butler, 6th Marquess of Ormonde; 25 апреля 1893 — 17 апреля 1971) — ирландский аристократ и британский пэр, 6-й маркиз Ормонд и 24-й граф Ормонд (1949—1971). Командор Королевского Викторианского ордена и кавалер Военного креста.

## Биография
Джеймс Артур Норман Батлер родился 25 апреля 1893 года. Его родителями были Джеймс Артур Веллингтон Фоли Батлер, 4-й маркиз Батлер (1849—1943), и Эллен Стагер (ум. 1951), дочери американского генерала и миллионера Энсона Стагера. Его отец, лорд Артур Батлер, был младшим братом Джеймса Батлера, 3-го маркиза Батлера.
Лорд Артур Батлер участвовал в Первой мировой войне (1914—1918). В 1918 году был награжден Военным крестом. В 1936 году он стал членом Корпуса офицеров почётного эскорта. Также принимал участие во Второй мировой войне (1940—1945). Он занимал должность заместителя лейтенанта графства Кента в 1952—1955 годах. Также был высшим шерифом Уокингема с 1956 по 1971 год. В 1960 году стал командором Королевским Викторианским орденом. Артур Батлер был 30-м наследственным главным дворецким Ирландии.
Артур Батлер дослужился до чина подполковника и командира своего 17/21 уланского полка.
21 июня 1949 года скончался Джеймс Батлер, 5-й маркиз Ормонд (1890—1949), старший брат Артура Батлера. Он был женат и имел в браке двух дочерей. Поэтому в 1949 году Артур Батлер стал преемником своего старшего брата в качестве 6-го маркиза Ормонда, 24-го графа Ормонда, 18-го графа Оссори, 16-го виконта Терлса и 6-го барона Батлера.

## Передача замка Килкенни
В 1935 году брат Артура Джордж Батлер, 6-й маркиз Ормонд, принял решение освободить свою родовую резиденцию, замок Килкенни, из-за роста расходов на налогообложение и содержание замка. После наследования титула маркиза Артур Батлер и его семья стали жить в Геннингс-Парке, в доме своей матери Эллен, вдовствующей маркизы Ормонд. После смерти Эллен в 1951 году Артур продал Геннингс-Парк и купил домик Кантли в графстве Беркшир.
В 1967 году Артур Батлер продал замок Килкенни комитету по восстановлению замка за номинальную сумму в 50 фунтов стерлингов. Состояние замка ухудшалось на протяжении многих лет, и большая его часть и произведения искусства были проданы его братом Джорджем, 6-м маркизом Ормондом, и его племянницей Мойрой, так что многие из комнат замка были не заняты и пусты в течение многих лет.

## Брак и дети
26 января 1924 года Артур Батлер женился на Джесси Карлос Кларк (ум. 3 декабря 1969), дочери Чарльза Карлоса Кларка, известного лондонского биржевого маклера. У них было две дочери:
- Леди Джейн Батлер (9 января 1925 — 22 октября 1992)[2], муж с 12 октября 1945 года Питер Хитон, их дети:
  - Марк Стюарт Артур Хитон (род. 1948)
- Леди Марта Батлер (14 января 1926 — 12 августа 2010)[2], муж с 14 сентября 1950 года сэр Эшли Чарльз Понсонби, 2-й баронет (1921—2010), их дети:
  - Сэр Чарльз Эшли Понсонби, 3-й баронет (род. 1951)
  - Руперт Спенсер Понсонби (род. 1953)
  - Люк Артур Понсонби (род. 1957)
  - Джон Пирс Понсонби (род. 1962)

Его старшая дочь, Леди Джейн Батлер, была известной красавицей и известной хозяйкой. В 1943 году она вступила в WRNS и была отправлена в Станмор, где она участвовала в работе над взломом кода немецкой разведгруппы, которая работала на шифровальной машине Энигма. В 1945 году она вышла замуж за Питера Хитона, клерка в Палате лордов, и жила в доме на Ралстон-Стрит в Челси. У неё был один сын, Марк Хитон, который родился в 1948 году. Она развелась с Питером Хитоном в 1952 году.
Его младшая дочь, Леди Марта Батлер, была медсестрой во время Второй мировой войны. Она вышла замуж за сэра Эшли Чарльза Гиббса Понсонби, 2-го баронета, в 1950 году. У неё было четыре сына.
В 1967 году 6-й маркиз Ормонд продал свою родовую резиденцию, замок Килкенни, городу Килкенни за символическую сумму в 50 фунтов стерлингов.
17 апреля 1971 года Артур Батлер, 6-й граф Ормонд, скончался в возрасте 77 лет. Так он не имел наследников мужского пола, его титулы унаследовал его двоюродный брат, Чарльз Батлер, 7-й маркиз Ормонд (1899—1997).